# الساحل (مجلة)
مجلة الساحل هي مجلة فصلية تُعنى بالثقافة والتاريخ في الخليج العربي. تأسست المجلة عام 2006م. وتصدر من المملكة العربية السعودية بمدينة القطيف، يترأس فيها تحريرها حبيب آل الجميع ويُدير تحريرها الباحث التاريخي عبد الخالق الجنبي مع عضو تحرير مجلة الواحة نزار حسن آل عبد الجبار. تطرح المجلة دراسات توثيقية ووصفية وتاريخية ترتبط بتاريخ المنطقة والساحل، كدراسة الإدارة العثمانية وأجهزتها في متصرفية الإحساء لمحمد القريني، والقطيف وقبائلها وقراها في منتصف القرن الألف الهجري لعبد الخالق الجنبي، وغيرها.

## معرض صور

غلاف مجلّة الساحل للعدد 9.
غلاف مجلّة الساحل للعدد 13.
غلاف مجلّة الساحل للعدد 17.
غلاف مجلّة الساحل للعدد 18.
غلاف مجلّة الساحل للعدد 26.
غلاف مجلّة الساحل للعدد 27.
غلاف مجلّة الساحل للعدد 28.
غلاف مجلّة الساحل للعدد 29.
غلاف مجلّة الساحل للعدد 30.
غلاف مجلّة الساحل للعدد 31.
غلاف مجلّة الساحل للعدد 32.
غلاف مجلّة الساحل للعدد 33.
لقطة شاشة لموقع مجلة الساحل نهاية عام 2006م.

## وصلات خارجية
- مراجعة العدد التاسع من مجلة الساحل على موقع أبجد.
- مراجعة العدد الثامن عشر من مجلة الساحل على موقع أبجد.